# Andrewsarchus
Andrewsarchus mongoliensis
Genre
Espèce
Andrewsarchus est un genre fossile de mammifères artiodactyles rattachés au clade des Cetacodontamorpha, qui a vécu au cours de l’Éocène dans ce qui est aujourd'hui la Mongolie-Intérieure, en République populaire de Chine. 
Jusqu'en 1977, une seule espèce est rattachée au genre, Andrewsarchus mongoliensis, date de la description de la nouvelle seconde espèce Andrewsarchus crassum. 

## Présentation
Andrewsarchus mongoliensis est basée sur l'étude d'un crâne fossile découvert en Chine (Mongolie intérieure) en 1923 par Kan Chuen Pao, paléontologue chinois, membre d'une équipe dirigée par son confrère américain Roy Chapman Andrews du Muséum américain d'histoire naturelle,,. 

### Espèces
- Andrewsarchus crassum Ding et al. 1977[4]
- Andrewsarchus mongoliensis Osborn 1924[2],[3]

## Description

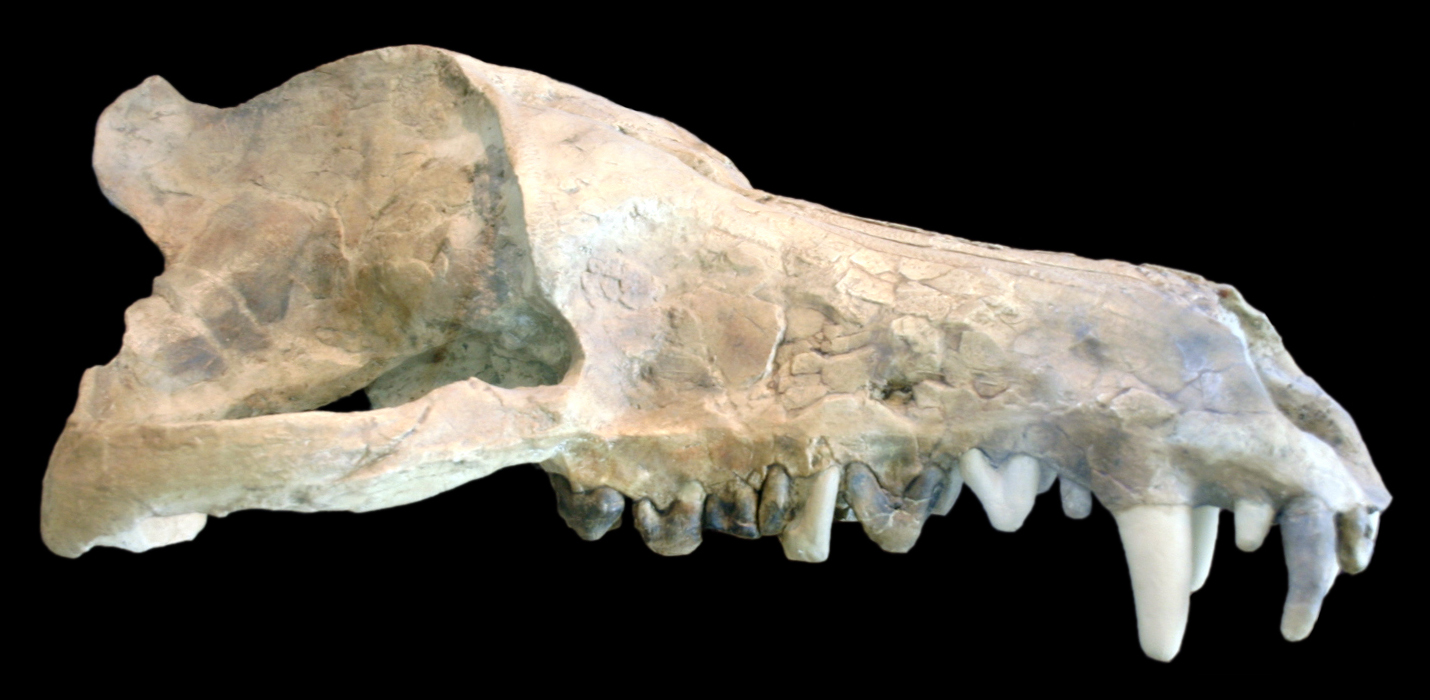
Holotype : Crâne d'Andrewsarchus mongoliensis.

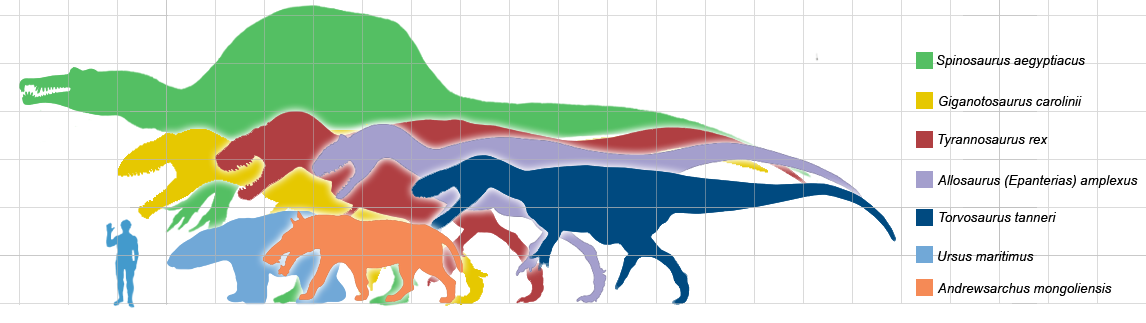
Comparaison de la taille de plusieurs « prédateurs » terrestres de différentes périodes de temps géologiques. Chaque segment de grille = 1 m.

Andrewsarchus (API /ɑ̃.dru.zar.kys/) a été décrit comme un carnassier de l'ordre des condylarthres, de la famille des mesonychidés, dernier de cette lignée, décrit comme le plus grand mammifère carnivore terrestre ayant jamais existé. Seul Megistotherium lui aurait disputé cette place. Il pouvait mesurer jusqu'à 4 mètres de long, 1,8 mètre au garrot et pouvait peser jusqu'à 800 kg. Dans les plaines de l'Éocène, il se serait nourri de grands herbivores avec lesquels il partageait son environnement.
Dès cette première description d'Andrewsarchus, des divergences importantes d'identification existaient entre Roy Chapman Andrews et son collègue et membre de l'équipe Walter Granger qui considérait qu'Andrewsarchus était plutôt un artiodactyle omnivore, proche des porcs.
La particularité de ces mesonychidés vient de leur constitution qui ne les rapproche ni des félins ni des canidés. En effet, leurs pieds n'étaient pas terminés par des griffes mais par des sabots, ils faisaient bel et bien partie des ongulés (comme le mouton ou le cheval).

## Révision de l'attribution taxonomique
Les études récentes (2009) ont exclu Andrewsarcus de la famille des mesonychidés, il est considéré aujourd’hui comme un  artiodactyle omnivore, appartenant au clade des Cetacodontamorpha,, proches des entélodontes, des hippopotames et des cétacés, membres du même clade.

## Andrewsarchusdans la culture populaire
On peut en voir une représentation dans le documentaire de la BBC Sur la terre des monstres disparus.
C'est aussi l'une des nombreuses créatures préhistoriques rencontrées par les protagonistes du manga Cage of Eden de Yamada Yoshinobu.
On le rencontre en tant que protagoniste dans Seton Academy: Join the Pack!. Il se nomme Andrew Ando et fait partie de l'Allex. 
On peut aussi le retrouver sur le jeu ARK Survival Evolved où il est possible de l'apprivoiser.
Il est présent en tant que mode dans le jeu vidéo path of titan, très proche de la dernière modification scientifique à son sujet.